# Phyllopsora methoxymicareica
Phyllopsora methoxymicareica är en lavart som beskrevs av Elix. Phyllopsora methoxymicareica ingår i släktet Phyllopsora och familjen Ramalinaceae.   Inga underarter finns listade i Catalogue of Life.